# Андре Галль
Андре Галль (фр. André Galle, 27 травня 1781, Сент-Етьєн — 21 грудня 1844, Париж) — французький медальєр, гравер, винахідник. У 1829 році розробив і запатентував різновид пластинчатого ланцюга, що часто називається «ланцюгом Галля».

## З біографії
Андре Галль був сином штампувальника і гравера Бартелемі Галля, який мешкав у Ліоні. Він пройшов навчання у виробника ґудзиків, але в 15 років втік до Парижа. Там він вступив до війська, а потім повернувся до батька в Ліон і став його помічником. Після смерті батька переїхав до Парижа і в 1792 році виготовив свою першу медаль «La Liberté» (Свобода). Комітет з питань соціального забезпечення доручив йому виготовити пам'ятну медаль «Le peuple français terrassant les abus» (Французький народ бореться з зловживаннями), на якій було зображено Геркулеса, що бореться з Гідрою. Медаль принесла йому визнання і багато нових замовлень, які він отримав також завдяки підтримці Огюстена Дюпре. Свої навички моделювання він вдосконалював у Шоде. Однією з найкращих його робіт була пам'ятна медаль, присвячена завоюванню Єгипту, яку йому доручили виготовити в 1799 році. З 1806 по 1839 рік він регулярно виставляв у Паризькому салоні портретні медалі відомих особистостей та пам'ятні медалі про сучасні події наполеонівської доби, за що його також називали «бронзовим істориком Консульства та Імперії».